# Bulinus barthi
Bulinus barthi је пуж из реда Hygrophila. 

## Угроженост
Подаци о распрострањености ове врсте су недовољни.

## Распрострањење
Присутна је у следећим државама: Кенија и Танзанија.

## Станиште
Станишта врсте су шуме, мочварна подручја и слатководна подручја. 